# Старо језгро Бечеја -Трг „Погача“
Старо језгро Бечеја је просторно културно-историјска целина и налази се у граду Бечеју, у Јужнобачком округу, у Аутономној Покрајини Војводини, у Републици Србији.Обухвата простор централног градског трга званог „Погача“, окруженог околним блоковима и улицама Маршала Тита, Моше Пијаде, Бориса Кидрича, Петра Драпшина и улицом паралелном њој на страни према Тиси. Целина је изграђена током 19. и у првим годинама 20. века, а од 1997. године је уписана у централни регистар Србије као културно добро од великог значаја.

## Општи опис
Старо језгро Бечеја дефинисано је урбанистичком диспозицијом и архитектонском валоризацијом простора и објеката. Стилске карактеристике појединачних објеката, њихова временска и стилска повезаност, формирали су физиономију старог језгра. Централни, равни и „погачасти“ простор главног Трга је осмоугаоне основе. Првобитно је био поплочан циглом, а од 1911. асфалтом. Целина добија јавну расвету 1867. године. На тргу је постојало зеленило које је мењало облик и диспозицију током времена. Уз све неминовне историјске промене, ова целина се сматра најградскијим делом Бечеја захваљујући својим јавним споменицима, градитељским објектима, просторној диспозицији и амбијенталном доприносу. 

## Обухват просторне културно-историјске целине
У Старом градском језгру се налазе следећи објекти који имају својство споменика културе: 
1. Зграда Плебаније, Маршала Тита бр. 18 (данас Главна)
2. Зграда Општинског суда, Маршала Тита бр. 20
3. Зграда Новосадске банке у улици Маршала Тита бр. 26
4. Зграда у улици Маршала Тита бр. 33, парцела бр.1967/2
5. Зграда у улици Маршала Тита бр. 33 парцела бр.1967/1
6. Зграда музеја и галерије у улици Маршала Тита бр. 37
7. Зграда у улици Маршала Тита бр. 31
8. Зграда у улици Маршала Тита бр. 21
9. Зграда општине у улици Маршала Тита бр. 7
10. Зграда школе у Доситејевој улици бр. 4
11. Зграда светосавске (техничке) школе у улици Петра Драпшина бр. 1 (данас Уроша Предића)
12. Зграда гимназије у улици Бориса Кидрича бр. 5 (данас Зелена)
13. Зграда у улици Бориса Кидрича бр. 64
14. Зграда у улици Бориса Кидрича бр. 60
15. Евангелистичка и реформатска црква у улици Бориса Кидрича бр. 58
16. Зграда у Лењиновој бр. 2
17. Црква и капела баронице Јовић у улици Бориса Кидрича бб
18. Зграда на Тргу ослобођења бр. 4
19. Кућа на Тргу ослобођења бр. 3
20. Зграда на Тргу ослобођења бр. 5[2]

Посебно су значајни објекти: Задужбина баронице Јовић, Српска православна црква, Римокатоличка црква, Светосавска школа (садашња школа ученика у привреди), зграде Библиотеке и Архива.